# 新相声
新相声（又称现代相声），指的是在第六代相声演员中产生的新的艺术形式，目前大部分的相声演员所表演的皆为新相声。新相声还随即诞生了由第七代相声演员冯巩创建的新的艺术形式“泛相相声”。新相声的代表演员有马季、冯巩、牛群、姜昆以及唐杰忠等。

## 关于
新相声可视为传统相声在现代的进一步发展。在新相声中不用死板的穿上大褂等服饰而是以西装或者其他代替。另外，虽然新相声仍然有捧哏逗哏之分，但捧哏仍可说出笑料，有时候说的比逗哏更多。另外，新相声有着更宽广的可塑造性，可以在其中穿插动作，若动作多达80％以上称为“泛相相声”。例如由冯巩、牛群表演的《两个弄潮儿》便是泛相相声以及新相声的代表作。

## 争议
随着泛相相声的普及，有时候无法分辨艺术形式为小品或相声，因此传出了非常多的争议。

## 代表人物
- 马季
- 冯巩
- 牛群
- 姜昆
- 唐杰忠

## 链接
- 相声
- 传统相声